# Canale di Serse

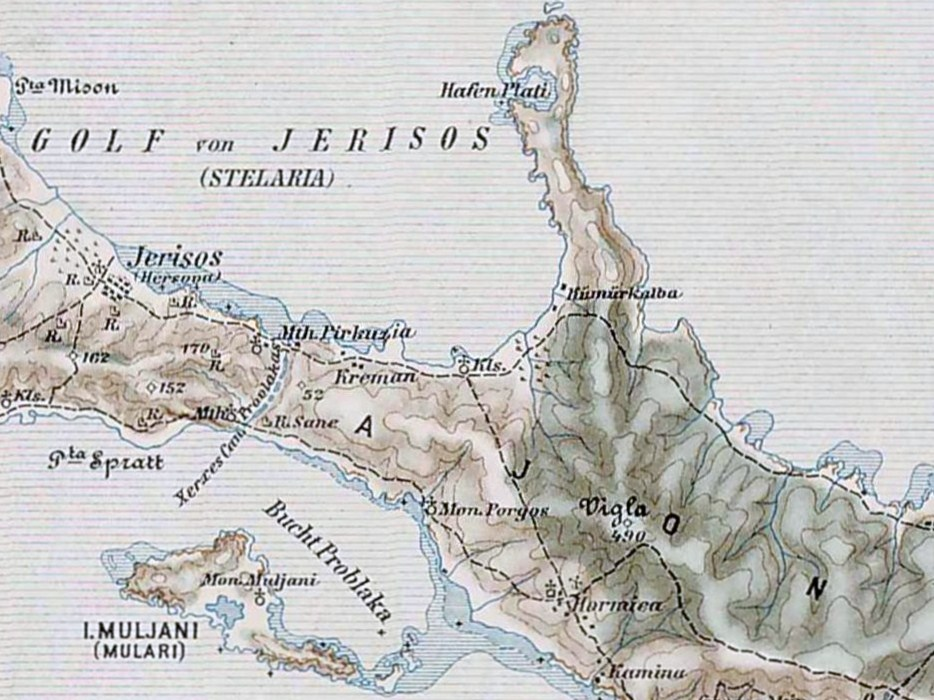
Il canale in una carta del XIX secolo

Il canale di Serse è una ciclopica opera di ingegneria idraulica progettata, a fini bellici, da Serse I di Persia, quale atto propedeutico all'invasione della Grecia per mare, nella seconda spedizione delle guerre persiane.

## L'idea
L'intento dell'opera era quello di tagliare l'istmo della più orientale delle tre propaggini che costituiscono la penisola Calcidica: vale a dire il promontorio del Monte Athos.

Erodoto narra come il canale dovesse permettere il passaggio delle navi persiane, evitando le insidie del pericoloso periplo del promontorio di Athos, che, già nella spedizione precedente (nel 492 a.C.), si era rivelato rovinoso per le sorti della flotta, condottavi da Mardonio.
Una simile motivazione, già allo stesso Erodoto, doveva tuttavia apparire sproporzionata rispetto all'impegno da profondere nella sua realizzazione, soprattutto se la si confronta con la più facile alternativa del trasporto delle navi sulla terraferma.

Lo stesso storico di Alicarnasso fa mostra di ritenere come la reale motivazione dell'opera dovesse risiedere invece nella mania di grandezza del re persiano.

Ma poteva esserci, probabilmente, un ulteriore motivo: una simile impresa avrebbe fornito una notevole ostentazione di potere, trasformandosi in una potente arma nell'ambito di quella campagna di propaganda bellica e di guerra psicologica che Serse andava abilmente intessendo nella fase preparatoria all'invasione.
Non bisogna dimenticare che il re persiano, durante la marcia di avvicinamento alla Grecia, aveva già offerto una spettacolare ostentazione di potere con lo scenografico transito dell'armata persiana sul ponte di barche sull'Ellesponto, un'altra notevole opera ingegneristica.

## Fonti antiche
Seguendo Erodoto, la larghezza dell'istmo, nel punto da sezionare, era di circa 12 stadi, corrispondenti a oltre 2 chilometri.
La lingua di terra venne suddivisa in settori, ciascuno assegnato a una delle diverse nazionalità che partecipavano alla spedizione (ma allo scavo contribuirono anche gli abitanti del luogo). La direzione dei lavori fu affidata ad Artachea (figlio di Arteo) e Bubare (figlio di Megabazo), entrambi persiani.
Lo scavo procedeva sollevando i materiali su per i gradini intagliati nelle pareti appositamente sagomate.

I più ingegnosi, ci riferisce Erodoto, si rivelarono, come sempre, gli astuti Fenici. Questi, nel tratto di loro competenza, adottarono una tecnica di scavo a pareti oblique, anziché verticali. Questa scelta, sebbene richiedesse una superiore mole di scavo, dovendosi partire da un invaso più largo, veniva ampiamente ripagata dal più agevole trasporto dei materiali di risulta lungo i fianchi inclinati.
La larghezza del canale doveva consentire il passaggio contemporaneo di due triremi affiancate spinte a forza di remi. Poiché l'ingombro di una trireme in fase di spinta era di circa 12 metri, se ne deduce, da questa descrizione, una larghezza di 25 metri e oltre.
Il completamento dell'opera, tra turnazioni dei lavoratori e imperiali frustate, richiese tre anni.
Erodoto ci informa come, durante la costruzione, sopraggiungesse la morte per malattia di Artachea, uno dei due direttori dei lavori. Artachea viene descritto come il più alto tra i Persiani («5 cubiti imperiali meno 4 dita» - circa 2,15 metri) e dotato della voce più tonante del mondo (una qualità che dovette tornargli senz'altro utile durante la direzione dei lavori).

Serse, affranto, gli tributò grandi onori erigendogli un tumulo a cui contribuì tutto l'esercito. Il tumulo è probabilmente identificabile con la collina presente presso lo sbocco occidentale del canale.

## Studi moderni
La storiografia moderna ha sempre guardato con notevole scetticismo alla descrizione di Erodoto, in particolare per l'assenza di tangibili resti di tale opera ingegneristica.
Questo ha portato molti a ritenere più probabile che le navi siano state tuttalpiù trasportate sulla terraferma, attraverso un invaso o una pista tracciata.
Per questi motivi l'effettiva costruzione del canale, sebbene attestata da una fonte storica, è sembrata, per lungo tempo, essere solo ipotetica.

Il motivo psicologico che avrebbe portato Erodoto ad una simile falsificazione sarebbe da rinvenire nella volontà del logografo di ingigantire la potenza persiana e far così risaltare la successiva impresa dei Greci.
Già nel XIX secolo alcuni studiosi o anche solo curiosi hanno riferito di tracce che potevano essere attribuite al canale.
Negli anni novanta del XX secolo una ricerca multidisciplinare, svolta in sinergia tra archeologi, ingegneri e geofisici, di varia provenienza, utilizzando avanzate tecniche di prospezione geofisica, fotografica, sismica, sedimentologica, ha fornito conferma non solo della effettiva esistenza dell'opera ma anche della fondatezza della tradizione erodotea circa le caratteristiche tecniche della realizzazione.
La ricerca è stata in grado di determinare, ad esempio, la larghezza del canale, rivelatasi essere di 25–35 m nella parte alta e di 20 m sul fondale. La profondità del canale, dall'attuale livello del suolo, sulla base delle discontinuità dei sedimenti depositatisi, è stata stimata in 14–15 m.
L'analisi del controverso sbocco a sud ha poi escluso l'esistenza di ostacoli e discontinuità nella costruzione, confermando che, quasi certamente, l'opera fu interamente completata.
Anche l'assenza di organismi marini nella parte centrale del canale sembra avvalorare la narrazione erodotea, secondo la quale il canale fu abbandonato a se stesso subito dopo il suo utilizzo. La mancanza di manutenzione portò rapidamente all'ostruzione del passaggio in seguito al collasso delle pareti. Questa circostanza sembra suggerire, nelle parole degli stessi scopritori, «che Serse costruì il canale non meno per ottenerne prestigio e quale dimostrazione di forza che per il suo mero ruolo funzionale».